# Valeriana amurensis
Valeriana amurensis är en kaprifolväxtart som beskrevs av P. Smirn. och Vladimir Leontjevitj Komarov. Valeriana amurensis ingår i släktet vänderötter, och familjen kaprifolväxter. Inga underarter finns listade i Catalogue of Life.